# L'amaro giardino di Lesbo
L'amaro giardino di Lesbo (Utsukushisa to kanashimi to) è un film del 1965 diretto da Masahiro Shinoda, tratto dal romanzo Bellezza e tristezza di Yasunari Kawabata.

## Trama

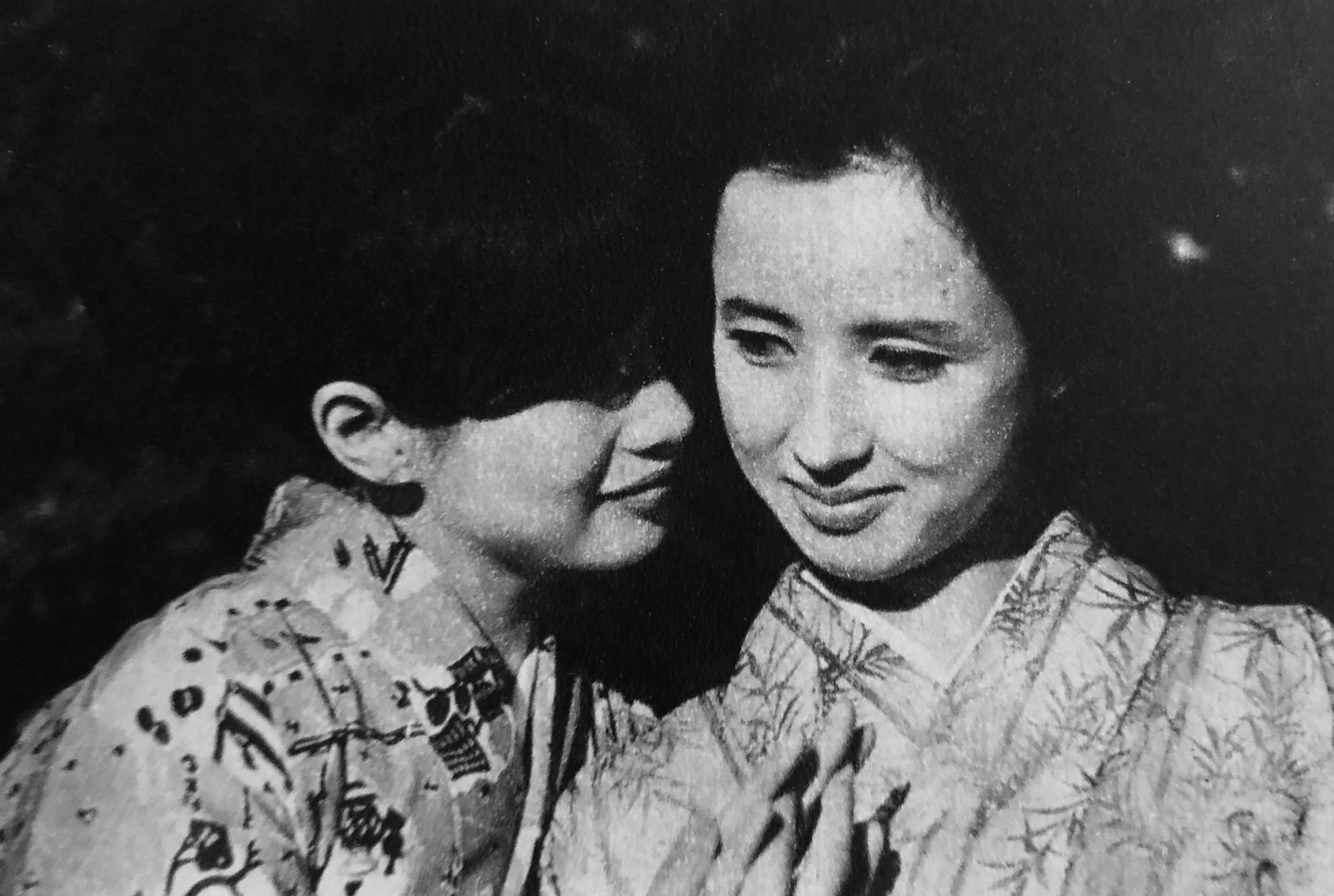
Mariko Kaga e Kaoru Yachigusa in una foto di scena del film.

Lo scrittore Toshio Ōki va a Kyoto per rivedere l'ex-amante Otoko. Quindici anni fa, Ōki ebbe con lei, ancora adolescente, una relazione extraconiugale: rimasta incinta, Otoko tentò il suicidio dopo un aborto spontaneo e passò mesi in un istituto psichiatrico, mentre sua madre cercava inutilmente di convincere Ōki a prendersi le proprie responsabilità. Quest'ultimo si ispirò alla sua relazione con Otoko per scrivere poi un bestseller.
Otoko, ora una pittrice e insegnante d'arte, convive con la sua giovane allieva, Keiko. Quest'ultima, gelosa del fatto che Otoko non abbia mai smesso del tutto di amare Ōki, e ossessionata dall'idea di vendicare le sofferenze dell'amante, dà appuntamento a suo figlio Taichiro, un giovane studente a modo, con l'intenzione di distruggere la famiglia dello scrittore.